# Şurud
Şurud è un comune dell'Azerbaigian situato nel distretto di Culfa.